# Pine Castle
Pine Castle é uma Região censo-designada localizada no estado americano da Flórida, no Condado de Orange.

## Demografia
Segundo o censo americano de 2000, a sua população era de 8803 habitantes.

## Geografia
De acordo com o United States Census Bureau tem uma área de 7,4 km², dos quais 6,8 km² cobertos por terra e 0,6 km² cobertos por água. Pine Castle localiza-se a aproximadamente 29 m acima do nível do mar.

## Localidades na vizinhança
O diagrama seguinte representa as localidades num raio de 8 km ao redor de Pine Castle.